# 수미트라난단 판트

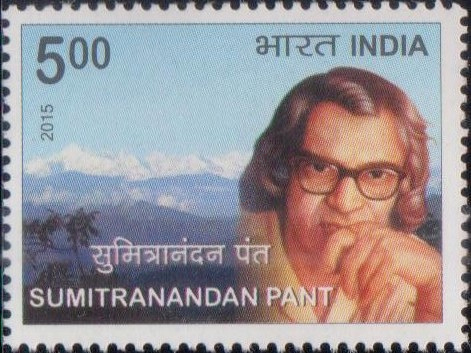

수미트라난단 판트(1900년 5월 20일 – 1977년 12월 28일)는 인도의 힌디 시인으로 낭만상징시풍의 3거두 중의 한 사람이다. 대학 재학 시절부터 두각(頭角)을 나타내어 <소리> <굴레>(1920)에서 <새싹>(1927)에 이르기까지는 자연과 인간의 아름다움을 묘사하였으나, 점차로 우파니샤드 철학의 영향을 받아 <날개 소리> <시대의 끝> <시대의 소리> <농촌 부인> 등에서 자연의 힘 앞에서의 인간의 무력함, 인류에 대한 동정, 자기 탐구, 인류 행복의 꿈을 그렸다. 그러나 1944년 오로빈드(1872-1950)와 사귀어 그의 영향을 받는 동시에 종교적 경향이 짙어졌다.